# Ialomița (rivier)
De Ialomița is een 417 km lange rivier in Roemenië, die van de Zuidelijke Karpaten naar de Donau stroomt, aanvankelijk in zuidelijke en later in oostelijke richting.
De bron van de rivier ligt aan de voet van de berg Omul in het Bugegigebergte, in het uiterste noorden van het district Dâmbovița.
De voornaamste stad aan de rivier is Târgoviște.
De benedenloop van de Ialomița doorkruist de laagvlakte van de Bărăgan, een onderdeel van de Beneden-Donauvlakte. De voornaamste stad is hier Slobozia, tevens de hoofdstad van het district Ialomița, dat naar de rivier is genoemd.
- Gemeinsame Normdatei: 4095864-4
- Library of Congress Control Number: n80146261
- Nationale Bibliotheek van Israël: 987007562060905171
- Virtual International Authority File: 234612740